# 鄒普勝
鄒普勝，麻城（今屬湖北）人。元末農民起義將領。

## 生平
少以煉鐵為生。至正十一年（1351年），徐壽輝密謀抗元，攜鐵至他家，囑代製鋤鍬等武器，普勝告之曰：“今天下尚须锄治耶？当为炼一剑赠君耳。”於是共谋大举，用红巾为号。徐寿辉称帝后，被封为太师。陳友諒挾持徐壽輝，自稱漢王，鄒普勝仍稱太師，后下落不明。